# Caerphilly

Caerphilly (walisisk: Caerffili) er en by og community i Wales. Den ligger i den sydlige ende af Rhymney Valley.
Den ligger omkring 11 km nord for Cardiff og 19 km nordvest for Newport. I 2011 havde byen 41.402 mens det større område Caerphilly Local Authority har et indbyggertal på 178.806. Det er en af de største byer i Wales og den største by i Caerphilly County Borough, og den ligger inden for de historiske grænser af Glamorgan på grænsen til Monmouthshire.
I byen ligger Caerphilly Castle, der blev opført af Edvard 1. af England efter hans erobring af Wales.